# Abdoulaye Soulama
Abdoulaye Soulama Traoré (ur. 29 listopada 1979 w Wagadugu, zm. 27 października 2017) – burkiński piłkarz grający na pozycji bramkarza.

## Kariera klubowa
Karierę piłkarską Soulama rozpoczął w klubie ASFA Yennenga ze stolicy kraju Wagadugu. W jego barwach zadebiutował w 1997 roku w pierwszej lidze burkińskiej. W 1999 roku osiągnął swój pierwszy sukces w karierze, gdy wywalczył mistrzostwo Burkiny Faso. W tym samym roku zdobył też UFOA Cup, a w 2000 - Puchar Liderów Burkiny Faso. W latach 2000–2002 Burkińczyk był zawodnikiem tureckiego Denizlisporu, w barwach którego wystąpił w Pucharu UEFA. Z kolei w sezonie 2002/2003 grał w algierskim CA Batna.
W połowie 2003 roku Soulama wrócił do Burkina Faso i został piłkarzem klubu ASF Bobo-Dioulasso. W 2004 roku zdobył z nim Puchar i Superpuchar Burkiny Faso. W sezonie 2006/2007 znów grał w ASFA Yennega.
W 2007 roku Soulama odszedł do ghańskiego Asante Kotoko z miasta Kumasi. W 2008 roku wywalczył z nim mistrzostwo Ghany.

## Kariera reprezentacyjna
W reprezentacji Burkiny Faso Soulama zadebiutował w 1997 roku. W 1998 roku był rezerwowym bramkarzem dla Ibrahimy Diarry podczas Pucharu Narodów Afryki i nie wystąpił w nim ani razu. W 2000 roku podczas Pucharu Narodów Afryki 2000 rozegrał 2 mecze: z Zambią (1:1) i z Egiptem (2:4). W 2004 roku został powołany do kadry na Puchar Narodów Afryki 2004 i wystąpił tam w 2 meczach: z Senegalem (0:0) i Mali (1:3). W kadrze narodowej wystąpił 48 razy.

## Życie prywatne
Miał brata, który na kilka miesięcy przed jego śmiercią zginął w wypadku samochodowym. Powód śmierci bramkarza nie został ujawniony.